# 買回契約
買回契約中，供應商承諾以雙方同意並高於殘值的價格買回沒有銷售的商品。如此一來，能夠鼓勵買方購買更多商品，因為降低了買方無法賣出商品的風險。另一方面來說，供應商的風險明顯增加。因此這個契約的設計是用來增加買方的訂單數量並減少缺貨的可能，以補償供應商所增加的風險。買回契約能夠達到風險分擔（risk sharing）的效果。